# 辐射能

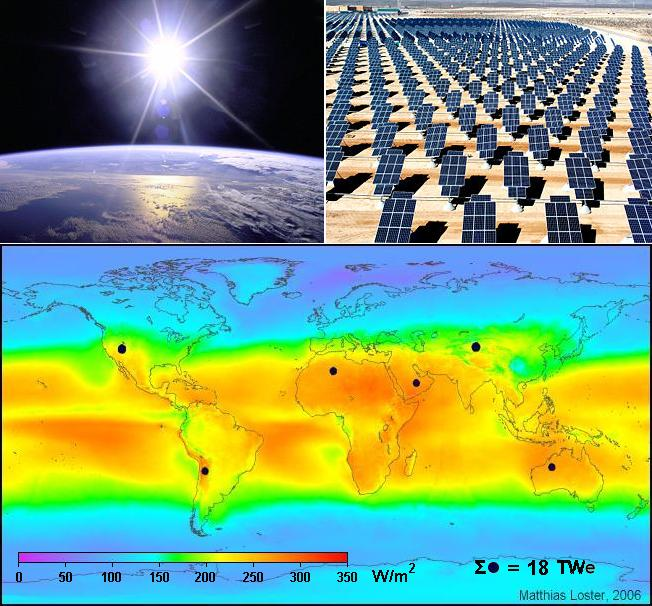

辐射能（英語：radiant energy）是通过辐射度量学方法，测量电磁辐射和引力辐射所得的能量；其大小可以通过计算辐射通量关于时间的积分得到。和所有形式的能量一样，辐射能的SI制单位是焦耳。这个术语常被用于描述电磁辐射被发射到环境中的情况，而这种辐射未必是肉眼可见的。

## 术语的使用和历史
辐射能这个词语常常被用于辐射度量学、太阳能、光和热等领域，不过有时也会在其他方面（比如远程通信）用到。“辐射能”这个词本身有时被用来指代电磁波，而不是它的一种属性。在过去，也曾使用“电辐射能”这个词。

## 分析
由于电磁辐射可被认为是光子组成的粒子流，所以这些光子所携带的能量就可以视为对应电磁辐射的辐射能。单个光子的能量用以下方程表达：
{\displaystyle E=h\nu }
其中，{\displaystyle E}是一个光子具有的能量，{\displaystyle h}是普朗克常量，{\displaystyle \nu }是该光子的频率。
另一方面，也可认为电磁辐射是一种通过电场和磁场振荡而携带能量的波。波动模型中电磁波的能量，一半以电场形式表现，一半以磁场形式表现，这可以用以下方程表达：
{\displaystyle u={\frac {1}{2\mu _{0}}}B^{2}+{\frac {\epsilon _{0}}{2}}E^{2}\,\!}；
其中，{\displaystyle u\,\!}是某处电磁场的能量密度（单位体积具有的能量），{\displaystyle E\,\!}是该处电场强度大小，{\displaystyle B\,\!}是该处磁感应强度大小，{\displaystyle \epsilon _{0}\,\!}是真空介电常数，{\displaystyle \mu _{0}\,\!}是真空磁导率。 
在量子场论这两种模型是相互协调的。（参见波粒二象性）
在电磁波的粒子模型中，光子携带的能量和它对应的电磁波的频率成正比。而在电磁波的波动模型中，电磁波携带的能量与它的强度成正比。也就是说，如果有两束光强相同的电磁波，频率高者较频率低者拥有更少的光子，而每个光子拥有更多的能量。
当一个物体吸收了电磁辐射之后，辐射的能量便被转化为热或通过光电效应而转化为电能。关于电磁辐射的能量转化为热量的一个熟悉的例子是照射太阳光后，物体变得更温暖。通常，在红外线波段，电磁辐射的热效应较为明显，而事实上每个频率的电磁波都能产生热效应。 

### 开放系统
辐射是一种能量进入或离开一个开放系统的机制。这样一个系统可以是人造的，比如太阳能收集器；或者是天然的，比如地球的大气层。在地球物理学中，大气层中大多数气体，包括温室气体，都允许太阳的短波辐射穿过大气达到地面。被吸收的太阳辐射一部分被以长波辐射（主要是红外线）的形式重新进入太空，另一部分被温室气体吸收。辐射能在太阳内部通过核聚变产生。

## 应用

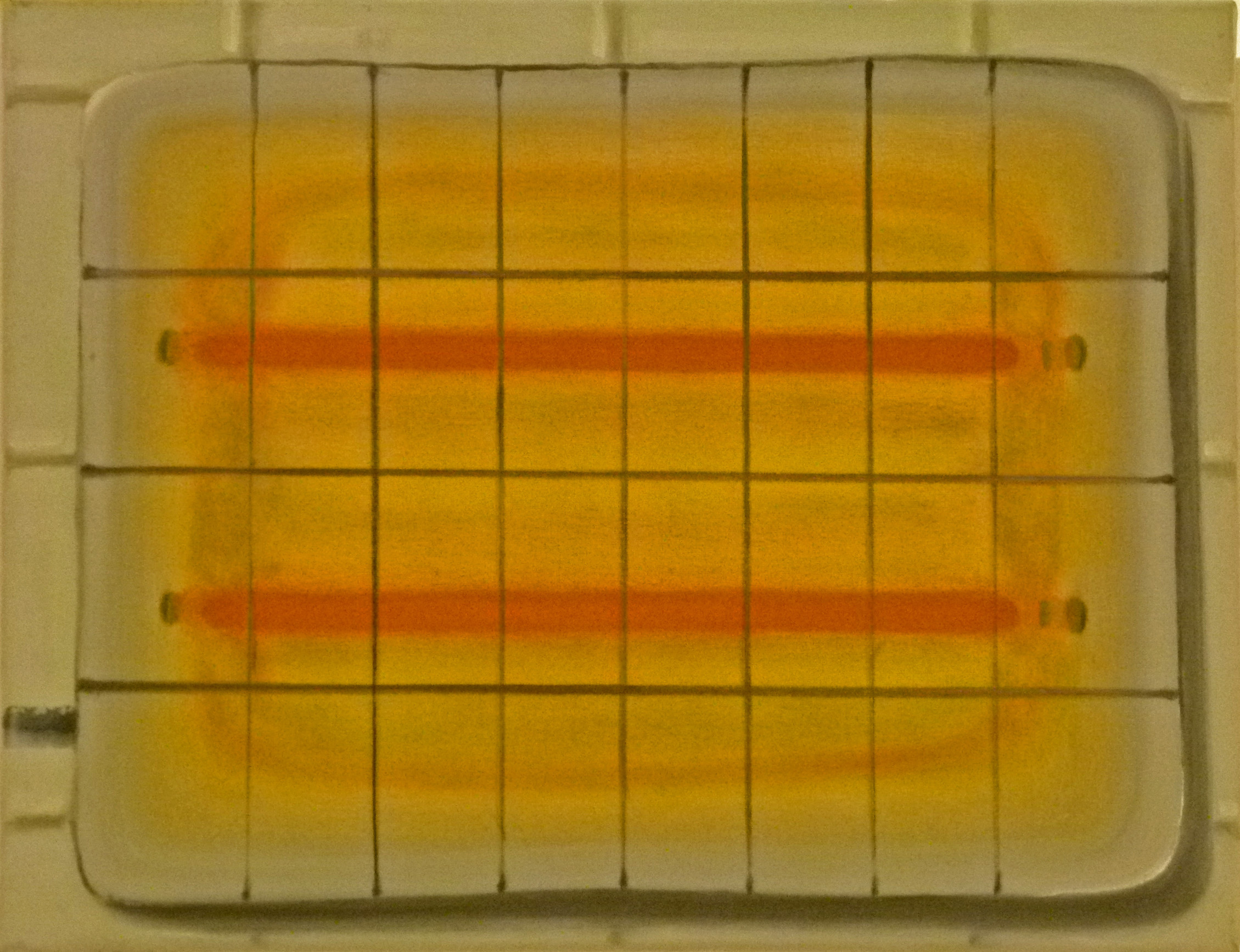
电热丝通过释放辐射能来加热周边物体

辐射能的一个重要应用是加热。 电流通过电热丝使之放出辐射能、吸收太阳辐射都是利用辐射能的例子。热能从一个温度较高的物体以辐射能的形式释放，被人和物体吸收，以直接加热物体而不是加热整个空间中的空气。因此在冬季以这种方式保持室温的建筑中的空气的温度比用一般方式的建筑要低，但室内的人仍然能感觉舒适。
许多辐射能的应用包括一个辐射源和一个描绘辐射信号的辐射探测器。辐射探测器会对不正常的辐射信号（意外增强或减弱）作出反应。
由特斯拉发明的电话是最早的无线电话之一，它是基于电磁辐射能携带能量而设计的。这台设备中包含了同一频率的发射设备和接受设备，使得两者之间能互相通信。